# Hope for Us
Hope for Us – singel Edyty Górniak wykonywany wspólnie z José Carrerasem, promujący edycję specjalną płyty Edyta Górniak, wydany przez wydawnictwo muzyczne Pomaton EMI  w 1998 roku. 
Nagrana przez artystów w duecie piosenka zapowiadała i promowała wielki świąteczny koncert José Carrerasa w Warszawie w Teatrze Wielkim. Twórcami kompozycji są Shelly Peiken oraz Jon Lind, a aranżacji utworu podjął się Krzesimir Dębski. 
Programowaniem partii instrumentów na singlu zajął się Paul Wickens, a inżynierią Jarosław Regulski.
Utwór nagrano przy współpracy z Orkiestrą Polskiego Radia. 

## Lista utworów
1. „Hope for Us” – 4:17[1]